# Shebele
Shebele (med flera stavningsvarianter; somaliska: Shabeelle) är en flod på Afrikas horn. Den rinner upp i Etiopiens berg och löper mot sydöst. Efter att ha kommit in i Somalia vänder den mot syd. Omkring 30 kilometer norr om Mogadishu vänder den mot sydväst och löper parallellt med Somalias kust tills det att den försvinner i sumpmark; hur långt den går bestäms av årstiden. Det händer att den bryter igenom till Jubafloden under år med mycket vatten. Flodområdet är det enda i Somalia som är fruktbart nog till att bruka jorden.
Vid floden ligger bland annat staden Afgooye.